# Clément de Constantinople
Clément de Constantinople (en grec : Κλήμης) est élu patriarche de Constantinople le 9 septembre 1667 mais non reconnu.